# (3413) Andriana
Andriana és l'asteroide número 3413. Va ser descobert per l'astrònom Norman G. Thomas des de l'observatori de Flagstaff (Arizona, Estats Units), el 15 de febrer de 1983. La seva designació alternativa és 1983 CB3.